# Laguna Adela
La laguna Adela o Manantiales es un cuerpo de agua ubicado en la cuenca del río Salado, en la provincia de Buenos Aires, Argentina. Es la tercera laguna del sistema de las Encadenadas, ocupando un cauce fluvial preexistente; recibiendo los aportes de las lagunas de Chascomús a través de un corto arroyo y la laguna del Burro; y drenando sobre la laguna Chis Chis, con la que se encuentra unida en época de crecientes formando un solo espejo de agua. Durante las crecidas del río Salado y cuando el sistema de las Encadenadas se encuentra desbordado, la laguna del Burro se comporta como desagüe de la de Adela, descargando sus aguas en el canal N.º 18, que luego se une al río Salado.

## Características
Las comunidades de vegetación acuática ocupan la mayor parte de la laguna, con predominio del  junco de Schoenoplectus y de la totora. La abundancia de vegetación acuática favorece la presencia de una rica avifauna destacándose el coipo. 
La ictiofauna corresponde a la provincia ictiogeográfica, Parano-Platense del Dominio Paranense, con dominancia del bagre sapo y la tararira. Sin embargo, la especie más abundante es la exótica carpa.
Sobre la costa oeste de la laguna se encuentran la localidad de Adela y numerosos pesqueros donde se práctica la pesca deportiva.